# Rive-Reine-Konferenz
Die Rive-Reine-Konferenz ist ein jährliches Treffen von etwa 50  einflussreichen Persönlichkeiten aus Politik, Wirtschaft und Gesellschaft der Schweiz. Neben Konzernchefs lädt Nestlé ein oder zwei Bundesräte ein sowie die Spitzen der Bundesratsparteien, der Kirchen und der Gewerkschaften. Die Konferenz findet seit 1976 im Hotel Rive-Reine in La Tour-de-Peilz, dem Schulungszentrum von Nestlé, statt. Aktueller Organisator ist  der Präsident des Néstle-Verwaltungsrats Peter Brabeck-Letmathe. Vor ihm waren der Alt-Bundesrat Kaspar Villiger und Rainer E. Gut als Verwaltungsräte von Nestlé die Gastgeber.
Bekannt wurden die Treffen durch das Buch Machtgier. Wer die Schweiz wirklich regiert. von SonntagsBlick-Korrespondent Viktor Parma.
Am 18. Januar 2010 kam es zum ersten Mal zu Protesten gegen die Konferenz, das Schweizer Fernsehen berichtete erstmals von der Konferenz. Am 17. Januar 2011 fand das letzte Treffen statt, über das unter anderem das Westschweizer Fernsehen berichtete. Am 16. Januar 2012 war das Treffen kein grosses Thema in der Presse. Nur 20 Minuten und die Wochenzeitung berichteten vom Anlass. Ein Treffen im Jahr 2013 wurde in keiner Pressemeldung erwähnt.
Das Tagungsbäude wurde im 19. Jahrhundert für Auguste von Harrach, der zweiten Frau des Preußen-Königs Friedrich Wilhelm III. erbaut und nach ihrem Tod in ein Hotel umgewandelt. 1969 kaufte es der Nestlé-Konzern und nutzt es als Schulungszentrum.

## Bekannte Teilnehmer
| Wirtschaft | Politik | Presse                                                                                              | Religion                                                                                 |
| --- | --- | --------------------------------------------------------------------------------------------------- | ---------------------------------------------------------------------------------------- |
| - Wirtschaftsführer (Top 40) - Avenir-Suisse Leiter | Bundesratsparteien: - Bundesräte - Nationalbank - Partchefs - Fraktionschefs - Armee | - NZZ                                                                                               | - Röm.-Kath. Kirche - Evang.-Ref. Kirche                                                 |
| - Jean-Pierre Roth, Einladender, VR von Nestlé, Ex-SNB-Präsident - Kaspar Villiger, Einladender, Alt-Bundesrat - Peter Brabeck, Gastgeber, VRP von Nestlé - Daniel Vasella, Ex-VRP von Novartis - Franz B. Humer, VRP von Roche - Oswald Grübel, CEO der UBS, Ex-CEO der CS - Marcel Ospel, Ex-VRP der UBS - Walter Kielholz, VRP der Swiss Re - Rolf Dörig, VRP der Swiss-Life Gruppe - Rolf Soiron, VRP der Holcim + Lonza - Magdalena Martullo-Blocher, Vize-VRP von EMS - Thomas Held, Leiter avenir-suisse - Gerold Bührer, Leiter Economiesuisse - Hansjörg Walter, Präsident Bauernverband | - Philipp Hildebrand, Präsident Nationalbank - Eveline Widmer-Schlumpf, Bundesrätin BDP - Johann Schneider-Ammann, Bundesrat FDP - Hans-Rudolf Merz, Alt-Bundesrat FDP - Christoph Blocher, Alt-Bundesrat SVP - Michael Ambühl, Chefdiplomat - André Blattmann Chef der Armee, - Fulvio Pelli, Präsident FDP - Gabi Huber, Fraktionschefin FDP - Christophe Darbellay, Präsident CVP - Urs Schwaller, Fraktionschef CVP - Caspar Baader, Fraktionschef SVP - Bruno Zuppiger, National SVP - Rolf Schweiger, Ständerat FDP | - Markus Spillmann, NZZ-Chefredaktor - Gerhard Schwarz, NZZ-Redaktor - Beat Kappeler, NZZ-Kolumnist | - Martin Werlen, Abt von Einsiedeln - Thomas Wipf, Präsident Evangelischen Kirchenbundes |

## Bekannte Themen
Die genauen Details über den Ablauf, die Präsentationen und Diskussionen sind nicht bekannt. Nur der Titel, bzw. die Hauptthemen der Anlässe dringen teilweise an die Öffentlichkeit.
| Jahr         | Thema                                                                                  | Referent                        |
| ------------ | -------------------------------------------------------------------------------------- | ------------------------------- |
| 2006         | Die Schweiz im Spannungsfeld von globalen Finanzmärkten und heimischer Volkswirtschaft |                                 |
| 2007         | Die zukünftige Landwirtschaftspolitik für eine sich globalisierende Schweiz            |                                 |
| 2008         | Identität der Schweiz (Finanzkrise)                                                    |                                 |
| 2009         | ?                                                                                      |                                 |
| 2010         | Abwehr von Abzockerinitiative und Boni-Steuern                                         |                                 |
| 17. Jan 2011 | Demografie, Migration und Alterung                                                     | Hamburger Professor Rainer Münz |
| 16. Jan 2012 | Die internationale Schuldenkrise und die Migration                                     |                                 |

## Kritik
Die Organisation Public Eye on Davos kritisiert die Treffen aufgrund der fehlenden Transparenz gegenüber der Öffentlichkeit. Die Konferenz gleicht der Bilderberg-Konferenz, ebenfalls ein Treffen hinter verschlossenen Türen und steht damit im Gegensatz zum WEF, dessen Inhalte teilweise öffentlich zugänglich sind. Nationalrat Oskar Freysinger reichte im Dezember 2011 zum Thema eine Interpellation ein.